# Masatō Ibu
Pour les articles homonymes, voir IBU.
Masatō Ibu (伊武 雅刀, Ibu Masatō), né le 28 mars 1949 à Nakano (Tokyo), est un acteur japonais.

## Filmographie partielle

### Au cinéma
- 1977 : Uchū senkan Yamato : Desler  /  Todo Heikuro (voix)
- 1978 : Saraba uchū senkan Yamato: Ai no senshitachi : Desler  /  Heikuro Todo
- 1980 : Yamato yo towa ni : Heikurō Tōdō (voix)
- 1980 : Hi no tori 2772: Ai no kosumozon : Black Jack (voix)
- 1982 : Weekend Shuffle : Akira Madaraneko
- 1982 : Yogoreta eiyū : Teddy Kataoka
- 1983 : Shonben raidā : Police Tanaka
- 1983 : Uchū senkan Yamato: Kanketsuhen : Heikurō Tōdō  /  Desler (voix)
- 1983 : Orecchi no Wedding : Hiroshi Okamura
- 1984 : Hare tokidoki satsujin : Shingo Mizuhara
- 1984 : Kakkun Cafe
- 1985 : Ma no toki : Katagai
- 1985 : Hoshikuzu kyōdai no densetsu : Mystery Man (voix)
- 1985 : Rabu hoteru : Customer in a taxi
- 1986 : Bakumatsu seishun graffiti: Ronin Sakamoto Ryoma : Hirofumi Ito
- 1986 : O-nyanko za mūbī Kiki ippatu! : Uhuhu no Taxi driver
- 1986 : Maison Ikkoku : Yotsuya-san
- 1986 : Rikon shinai onna : Naokazu Takai
- 1986 : Shinshi dōmei : Tsuyoshi Oda
- 1987 : Sukeban Deka de Hideo Tanaka : Hattori
- 1987 : Honba jyoshikou manual: Hatsukoi binetsu-hen : Kazuo Ochiai
- 1987 : Hei no naka no purei bōru : Hideo Yamamoto
- 1987 : Empire du soleil de Steven Spielberg : Sgt. Nagata
- 1987 : Sayonara no onnatachi : Adachi, Toshio
- 1988 : Hanazono no meikyu : Takagi
- 1988 : Matamata abunai deka
- 1989 : Juliet Game
- 1989 : Gokiburi-tachi no tasogare : Priest (voix)
- 1989 : Kanojo ga mizugi ni kigaetara : Yamaguchi
- 1990 : Bataashi kingyo : Kaoru's teacher
- 1990 : Inamura Jên
- 1990 : Ten to chi to : Akida
- 1990 : Onna ga ichiban niau shokugyo : Shinichi Hayano
- 1991 : Mikadoroido
- 1991 : Bakumatsu jyunjyoden : Isami Kondou
- 1991 : Ōte : Katsura
- 1993 : Coo: Tooi Umi Kara Kita Coo : Tetsurou Obata
- 1996 : Shichi-gatsu nano ka, Hare : Akira Kishiwada
- 1997 : Janguru taitei : Pagura (voix)
- 1997 : Toki o Kakeru Shōjo de Haruki Kadokawa : Masato Yoshiyama
- 1998 : Shigatsu monogatari : Saito Toshizo
- 1998 : Kanzō-sensei de Shōhei Imamura : Ikeda
- 1999 : Hakuchi : Junsa
- 1999 : Tabou (Gohatto) de Nagisa Oshima : Officer Koshitaro Ito
- 2000 : Godzilla X Megaguirus (Gojira tai Megagirasu: Jī shōmetsu sakusen) : Motohiko Sugiura
- 2001 : Oboreru sakana : Shuji Ishimaki
- 2001 : Agitator (Araburu tamashii-tachi) de Takashi Miike : Mizushima
- 2002 : Face à son destin (突入せよ! あさま山荘事件, Totsunyū seyo! Asama sansō jiken?) de Masato Harada : commissaire Noma
- 2002 : Trick
- 2003 : T.R.Y.
- 2003 : Watashi no guranpa : Ryuzo Hikita
- 2003 : Azumi : Nagamasa Asano
- 2003 : Jump : Koichi Enoki, le père de Miharu
- 2003 : Drugstore Girl (Doraggusotoa gāru) Yamada
- 2004 : Kibakichi: Bakko-yokaiden 2
- 2004 : Kibakichi: Bakko-yokaiden (voix)
- 2004 : Hoteru bīnasu : Old man
- 2004 : Kikansha sensei : Jutaro Mimasaka
- 2004 : Godzilla: Final Wars (Gojira: Fainaru uōzu) : The Xilian General
- 2005 : Tanaka Hiroshi no subete
- 2005 : Lorelei : Eitaro Narazaki
- 2005 : Tetsujin niju-hachigo
- 2005 : Sengoku jieitai 1549 : Dohsan Saito
- 2005 : Kame wa igai to hayaku oyogu : Nakanishi
- 2005 : Hōrudo appu daun
- 2005 : Saishū heiki kanojo
- 2006 : Moyuru Toki: The Excellent Company
- 2006 : Limit of Love: Umizaru : Daisaku Higo
- 2006 : Yureru : Isamu Hayakawa
- 2007 : Baburu e go!! Taimu mashin wa doramu-shiki : Yoshimichi Serizawa
- 2007 : Kanfū-kun : Reiko no Ojīchan
- 2007 : Ore wa, kimi no tame ni koso shini ni iku : Vice Admiral Takijiro Onishi
- 2007 : Kantoku · Banzai! : narrateur
- 2007 : Zō no senaka : Konno
- 2008 : Boku no kanojo wa saibōgu : Designer
- 2008 : Afutā sukūru : Kataoka
- 2008 : Achille et la Tortue (Akiresu to kame) de Takeshi Kitano : Akio Kikuta
- 2008 : Hansamu sūtsu : Kamiyama Akira
- 2008 : Watashi wa kai ni naritai : Commander Onoe
- 2009 : Goemon: The Freedom Fighter : Ieyasu Tokugawa
- 2009 : Kanshiki Yonezawa Mamoru no jikenbo : Mitujiro Shitara
- 2009 : Rookies: Sotsugyō : Murayama Yoshio
- 2009 : Viyon no tsuma : Kichizo
- 2009 : Uchū senkan Yamato: Fukkatsuhen : Admiral Gorui
- 2009 : Nodame Kantābire: Saishuu-gakushou - Zenpen : Tatsumi Mine
- 2010 : Kōshōnin: The movie - Taimu rimitto kōdo 10,000 m no zunōsen
- 2010 : Nodame Kantābire: Saishuu-gakushou - Kouhen : Tatsumi Mine
- 2010 : Sakuradamon-gai no hen : Naosuke II
- 2010 : Saya Zamuraï de Hitoshi Matsumoto
- 2010 : Space Battleship Yamato : Desler (voix)
- 2010 : Saigo no Chūshingura : Nagayasu Shindō (Kuranosuke's second cousin)
- 2011 : Nekoban 3D: Tobidasu nyanko
- 2011 : Tsugaru hyakunen shokudou
- 2011 : Kochira Katsushika-ku Kameari kouenmae hashutsujo the Movie: Kachidokibashi o heisa seyo!
- 2011 : Bokukyū: A ressha de iko : Shoichi
- 2011 : Dog × Police: Junpaku no kizuna
- 2011 : Kitsutsuki to ame
- 2011 : Isoroku (聯合艦隊司令長官 山本五十六, Rengō kantai shirei chōkan: Yamamoto Isoroku?) d'Izuru Narushima : Osami Nagano
- 2012 : Emperor : Koichi Kido
- 2013 : Niryuu shousetsuka: Shiriarisuto
- 2013 : Shield of Straw (Wara no tate) de Takashi Miike : Kenji Sekiya
- 2013 : Rikyū ni tazuneyo
- 2013 : Genom Hazard: aru tensai kagakusha no itsukakan
- 2014 : Kuroshitsuji
- 2014 : Bakumatsu kōkōsei
- 2015 : Tsukuroi tatsu hito
- 2016 : Museum (ミュージアム, Myūjiamu?) de Keishi Ōtomo : Toshio Okabe
- 2016 : Seirā fuku to kikanjuu: Sotsugyou
- 2016 : Gosaigyō no Onna (en post-production)

### À la télévision
- 1978 : Le Prince du soleil d'Osamu Tezuka
- 2003 : Kōshōnin de Takashi Miike